# أدريا غاليغو
أدريا غاليغو (بالإسبانية: Adrià Gallego) هو لاعب كرة قدم إسباني في مركز الدفاع، ولد في 9 أبريل 1990 في لاردة في إسبانيا. لعب مع نادي بوليتكنيكا ياشي ونادي لاردة.

## وصلات خارجية
- أدريا غاليغو على موقع قاعدة بيانات كرة القدم.إي يو (الإنجليزية)
- أدريا غاليغو على موقع Soccerway.com (الإنجليزية)